# Darker than Black: Kuro no Keiyakusha
Darker than Black: Kuro no Keiyakusha (Darker than BLACK -黒の契約者-, Dākā zan Burakku - Kuro no Keiyakusha, "Donkerder Dan Zwart - De Donkere Contractanten") is een Japanse animeserie gemaakt en geregisseerd door Tensai Okamura en geanimeerd door studio Bones. De muziek is gecomponeerd door Yoko Kanno. Het eerste seizoen telde 25 afleveringen en werd in Japan uitgezonden vanaf 5 april 2007. Een tweede seizoen van twaalf afleveringen ging in première op 8 oktober 2009.
Er werden ook twee manga gemaakt van de serie, gepubliceerd in de tijdschriften Monthly Asuka en Young Gangan. De eerste manga speelt zich af in dezelfde wereld, maar volgt een ander personage. De tweede manga gaat wel over dezelfde personages, maar volgt een andere verhaallijn, die zich afspeelt tussen de twee animeseizoenen.

## Het verhaal
Tien jaar voor de start van de serie heeft er bovennatuurlijk incident plaatsgevonden in Zuid-Amerika. Dit incident werd bekend als de Hemelpoot. Daarop volgde een gelijkaardig incident in Tokio, Japan: de Hellepoort. De gebieden waar deze incidenten zich voordoen ondergaan grote veranderingen: echte sterren worden vervangen door namaak, en op hetzelfde moment verschijnen er mensen met uiteenlopende superkrachten, de 'contractanten'. Deze bovennatuurlijke krachten betalen ze met hun menselijkheid, waardoor contractanten een emotieloos leven hebben. Dit gebrek aan emoties, gekoppeld met hun superkrachten, maakt ze de ideale spionnen en huurmoordenaars.

## Personages
Hei (黒, Zwart)
Hoofdpersoon en elite contractant met de messiercode BK-201. Voor het publiek kent iedereen hem als Li Shunsheng, een Chinese uitwisselingsstudent die in Tokio gaat studeren. In zijn opdrachten gaat hij voorbedacht en meedogenloos te werk. Toch toont hij blijk van medeleven en verdriet, iets dat door zijn collega-contractanten als uitzonderlijk wordt bestempeld.
Yin (銀, Zilver)
Een emotieloos medium, een pop, die zelden spreekt. In Heis team heeft zij een belangrijke rol in het observeren en verkennen van de omgeving waar Hei in werkt. Dit doet ze met een zogenaamde observatiegeest die zij alleen via wateroppervlakten kan gebruiken.
Huang (黄, Geel)
Huang is de leider van Heis team en legt meestal de missies uit en deelt bevelen uit. Hij heeft het zelf alleen niet zo op contractanten.
Mao (猫, Kat)
Een contractant, met de messiercode HM-432, die zijn eigen lichaam is verloren en als een zwarte kat door het leven gaat. Zijn contract geeft hem de mogelijkheid om andere dieren te bezitten.
Misaki Kirihara (霧原 未咲)
Het sectiehoofd van Buitenlandse Zaken Sectie 4, dat onderzoek doet rondom contractanten. Met een scherpe intuïtie en een sterk gevoel voor rechtvaardigheid gaat zij te werk.

## Anime
Er zijn 25 afleveringen uitgezonden op de Japanse televisie zenders vanaf 5 april 2007 tot en met 28 september 2007. Deze is ook op dvd verkrijgbaar. Op 26 maart 2008 kwam de negende dvd uit, met de extra aflevering 26. Het tweede seizoen, Darker than Black: Gemini of the Meteor (Darker Than Black ー流星の双子ー, Dākā Zan Burakku ーRyūsei no Jeminiー), ging in première op 9 oktober 2009 tot en met 25 december 2009 en telde twaalf afleveringen. De dvd's en blu-rays van het tweede seizoen bevatten ook vier extra afleveringen, die zich afspelen tussen de twee seizoenen. Deze extra afleveringen hebben de naam Darker than Black: Gaiden (Darker than Black ー黒の契約者ー 外伝, Dākā Zan Burakku ーKuro no Keiyakushaー Gaiden).

### Seizoen 1
| Nr. | Titel (Originele titel)                                                                                     | Uitzenddatum      |  |
| --- | --- | ----------------- |  |
| 1 | De gevallen ster van een contract (deel 1) (契約の星は流れた(前編))                                         | 6 april 2007      |  |
| Hei komt in contact met een andere contractant in Tokio. Na een gefaalde poging om informatie te achterhalen, vermoordt hij hem. Bij zijn appartement aangekomen ontmoet hij een vrouw genaamd Chiaki Sinoda, die hij diezelfde dag meerdere malen redt van contractanten van wie zij gegevens heeft.                                                                                  | |                   |  |
| 2 | De gevallen ster van een contract (deel 2)                                                                  | 13 april 2007     |  |
| Hei brengt Chiaki terug naar haar appartement, maar daar komen ze erachter dat het helemaal overhoop ligt. Ze vraagt of zij tijdelijk in zijn kamer kan blijven. Daarna gaan ze uit eten, waar weer de contractanten verschijnen en raakt Hei gewond. De volgende dag gaat hij achter de contractanten aan en komt hij achter dat Chiaki al een tijd dood is en dat hij een pop hielp. | |                   |  |
| 3 | Een nieuwe ster schijnt in de dageraad (deel 1) (新星は東雲の空に煌く(前編))                                | 20 april 2007     |  |
| 4 | Een nieuwe ster schijnt in de dageraad (deel 2) (新星は東雲の空に煌く(後編))                                | 30 april 2007     |  |
| 5 | Rode reus over Oost-Europa (deel 1) (災厄の紅き夢は東欧に消えて(前編))                                      | 4 mei 2007        |  |
| 6 | Rode reus over Oost-Europa (deel 2) (災厄の紅き夢は東欧に消えて(後編))                                      | 11 mei 2007       |  |
| 7 | De geur van gardenia's blijft hangen in de zomerregen (deel 1) (五月雨にクチナシは香りを放ち(前編))         | 18 mei 2007       |  |
| 8 | De geur van gardenia's blijft hangen in de zomerregen (deel 2) (五月雨にクチナシは香りを放ち(後編))         | 25 mei 2007       |  |
| 9 | De witte jurk, bevuild met het meisjes' dromen en bloed (deel 1) (純白のドレスは少女の夢と血に染まる(前編)) | 1 juni 2007       |  |
| 10 | De witte jurk, bevuild met het meisjes' dromen en bloed (deel 2) (純白のドレスは少女の夢と血に染まる(後編)) | 8 juni 2007       |  |
| 11 | Wanneer men wat verloren was binnen de muren terugneemt (deel 1) (壁の中、なくしたものを取り戻すとき(前編)) | 15 juni 2007      |  |
| 12 | Wanneer men wat verloren was binnen de muren terugneemt (deel 2) (壁の中、なくしたものを取り戻すとき(後編)) | 22 juni 2007      |  |
| 13 | Een onwankelbaar hart op het wateroppervlak (deel 1) (銀色の夜、心は水面に揺れることなく(前編))             | 29 juni 2007      |  |
| 14 | Een onwankelbaar hart op het wateroppervlak (deel 2) (銀色の夜、心は水面に揺れることなく(後編))             | 6 juli 2007       |  |
| 15 | Herinneringen aan verraad in een amberkleurige glimlach (deel 1) (裏切りの記憶は琥珀色の微笑み(前編))       | 13 juli 2007      |  |
| 16 | Herinneringen aan verraad in een amberkleurige glimlach (deel 2) (裏切りの記憶は琥珀色の微笑み(後編))       | 20 juli 2007      |  |
| 17 | Een liefdeslied gezongen vanop een afvalberg (deel 1) (掃きだめでラブソングを歌う(前編))                    | 27 juli 2007      |  |
| 18 | Een liefdeslied gezongen vanop een afvalberg (deel 2) (掃きだめでラブソングを歌う(後編))                    | 3 augustus 2007   |  |
| 19 | Ondiep, nuchter dromen (deel 1) (あさき夢見し、酔いもせず(前編))                                            | 10 augustus 2007  |  |
| 20 | Ondiep, nuchter dromen (deel 2) (あさき夢見し、酔いもせず(後編))                                            | 17 augustus 2007  |  |
| 21 | Stad onder hardhandig optreden, nat van tranen (deel 1) (粛正の街は涙に濡れて(前編))                        | 31 augustus 2007  |  |
| 22 | Stad onder hardhandig optreden, nat van tranen (deel 2) (粛正の街は涙に濡れて(後編))                        | 7 september 2007  |  |
| 23 | God is in Zijn hemel (神は天にいまし)                                                                       | 14 september 2007 |  |
| 24 | Meteorenregen (流星雨)                                                                                      | 21 september 2007 |  |
| 25 | Is de droom van Magere Hein donkerder dan zwart? (死神の見る夢は、黒より暗い暗闇か?)                        | 28 september 2007 |  |
| 26-OVA | Onder de kersenbloesems in volle bloei (桜の花の満開の下)                                                   | 26 maart 2008     |  |

Openingsnummers
Howling door Abingdon Boys School (afleveringen 1 t/m 14)
Kakusei Heroism ~The Hero Without a "Name"~ door Antic Cafe - (vanaf aflevering 15)
Eindnummers
Tsukiakari (letterlijk maanlicht) door Rie Fu (afleveringen 1 t.e.m. 14)
Dreams door High and Mighty Color (vanaf aflevering 15)

### Seizoen 2
| Nr. | Titel (Originele titel)                                          | Uitzenddatum     |  |
| --- | ---------------------------------------------------------------- | ---------------- |  |
| 1   | Zwarte katten dromen niet over sterren (黒猫は星の夢を見ない)    | 9 oktober 2009   |  |
| 2   | Gevallen meteoor (堕ちた流星)                                    | 16 oktober 2009  |  |
| 3   | Verdwijnen in een zee van ijs (氷原に消える)                     | 23 oktober 2009  |  |
| 4   | De ark op drift op het meer (方舟は湖水に揺蕩う)                 | 30 oktober 2009  |  |
| 5   | Geweerrook blaast, het leven stroomt (硝煙は流れ、命は流れ)      | 6 november 2009  |  |
| 6   | Een aroma zoet, een hart bitter (香りは甘く、心は苦く)           | 13 november 2009 |  |
| 7   | De pop zingt in de winterwind (黒猫は星の夢を見ない)             | 20 november 2009 |  |
| 8   | Fonkelende zon op een zomerdag (夏の日、太陽はゆれて)            | 27 november 2009 |  |
| 9   | De onverwachte ontmoeting op een dag (出会いはある日突然に)      | 4 december 2009  |  |
| 10  | Jouw glimlach op een valse straathoek (偽りの街角に君の微笑みを) | 11 december 2009 |  |
| 11  | De zeebodem is droog, de maan is vol (水底は乾き、月は満ちる)    | 18 december 2009 |  |
| 12  | Sterrenark (星の方舟)                                            | 25 december 2009 |  |

Openingsnummer: Tsukiakari no Michishirube door Stereopony
Eindnummer: From Dusk Till Dawn door Abingdon Boys School

## Manga

### Darker than Black(eerste manga)
De manga volgt een tiener genaamd Kana Shino (師能 香奈), een tiener die moeite heeft om haar leven terug op te pakken, na de dood van haar vader een jaar geleden bij een verkeersongeluk. Tot ze op een dag haar vader op straat ziet. Kana is vastberaden om te bewijzen dat haar vader nog leeft, maar haar zoektocht trekt de aandacht van gevaarlijke organisaties. Gelukkig wordt ze gered door Hei.
De manga is geïllustreerd door Nokiya. De manga werd gepubliceerd in het shojomangazine Monthly Asuka van 24 februari en 24 november 2007.

### Darker than Black: Shikkoku no Hana
Dit verhaal speelt zich een jaar na het einde van het tweede seizoen af. De focus ligt op Hei, die probeert een contractant te stoppen die aan gewone burgers de kans geeft om ook contractant te worden.
De manga werd geïllustreerd door Yuji Iwahara, die ook het ontwerp van de personages in de anime voor zijn rekening nam. De manga werd gepubliceerd in het seinenmagazine Young Gangan van 15 mei 2009 tot 21 januari 2011.